# Аутокефална црква
Аутокефална црква је помјесна црква која је самостална и независна у свом унутрашњем животу, али се налази у пуном догматском, канонском и литургијском јединству са осталим црквама које припадају истом огранку хришћанства. Начело аутокефалности представља окосницу еклисиолошког поретка свеопште (васељенске) Православне цркве, а на сличним начелима почива и еклисиологија мијафизитске Оријентално-православне цркаве.

## Терминологија
Појaм аутокефалност (грч.  / аутокефалија) је грчког порекла, а настао је додавањем префикса за самосвојност (грч. αυτός) на појам којим се означава поглаварство (грч. κεφαλή / дословно: глава), чиме је створен сложени термин за опште означавање разних појава које се одликују сопственим, односно самосвојним или самосталним поглаварством. У том значењу, појам је крајем античког и почетком средњовековног периода уведен и у хришћанску терминологију, добивши потом и специфична значења у еклисиологији. Током времена, појам је прерастао у основни термин за означавање знатно старијих појава (самосталност и независност помесних цркава).
Иако се у том значењу среће већ код чувеног канонисте Теодора Валсамона (12. век), исти појам је у црквеном животу још од раније употребљаван и у неким другим значењима, која се нису односила на помесно-црквену аутокефалност. Најпознатији пример такве употребе, која се у међувремену изгубила, посведочен је старијим обичајем, који је владао у Цариградској патријаршији, да се епископу који је изузет испод надлежности његовог дотадашњег митрополита и стављен под директну јурисдикцију патријарха додељује наслов: аутокефални архиепископ. Та звучна титула је била искључиво почасне природе, пошто су такви (насловни) архиепископи под собом имали само сопствену епсикопију, те самим тим нису имали чак ни праву аутономију, а камо ли аутокефалност (у данашњем смислу тог појма), тако да се придев аутокефални у њиховој титули односио само на изузимање из митрополитског система, уз непосредно потчињавање патријарху.
Поменуте околности сведоче да је положај тадашњих титуларних аутокефалних архиепископа (који су током средњег века постојали у структури Цариградске патријаршије) био суштински различит од положаја стварних (пуноправних) архиепископа, који су се налазили на челу аутономних црквених области или аутокефалних помесних цркава.

## Аутокефалност
Идеја аутокефалности конститутивна је помјесној цркви јер она представља народ Божији (грч. λαος) сабран у једном мјесту ради приношења тајне евхаристије, под вођством епископа окруженог свештеницима и помогнутог ђаконима, уз учешће вјерника. Аутокефални карактер помјесне цркве најбоље се исказује у том евхаристијском сабрању јер оно посједује еклисијалну форму без које не постоји Црква.
Након првобитног ширења хришћанства и ван великих градова дошло је до промјене црквене организације. Формиране су бројне црквене покрајине које су раздијељене међу епископима на челу са „првим епископом“ (архиепископом или митрополитом). Независност древних помјесних цркава била је ограничена, нарочито у дисциплинарном и административном домену. Већ се васељенски сабори изјашњавају о подјели древних цркава на веће територијалне јурисдикције (митрополије и патријархате) потврђујући да пет патријархата (тзв. пентархија) имају апостолско поријекло — Рим, Цариград, Александрија, Антиохија и Јерусалим.
Једна помјесна црква се признаје за аутокефалну кад испуни сљедеће услове: да има сабор епископа (они су њена једина канонска власт), да бира свог првојерарха (архиепископа, митрополита или патријарха), да има одређену територију као јурисдикцију и да освећује свето миро нужно за свету тајну миропомазања.
Процес признавања права да се самостално управља и да се бира свој првојерарх је веома тежак. Неки теолози сматрају да се аутокефалија базира на модерном схватању нације и критикују независност нових патријархата будући да су се они организовали на етничком, а не на територијалном принципу. Тако се аутокефална црква поистовјећује са националном (тзв. филетизам). Територијални принцип јесте основни принцип за само постојање и оснивање једне помјесне цркве и њега треба сматрати као канонску основу аутокефалије и аутономије.
Међутим, помјесна црква није само просто територијално јединство. Канонска традиција и црквена пракса у том погледу много су флексибилније и установиле су сљедеће ставове: аутокефалија и аутономија нису се сматрале искључивим у погледу географске универзалности Цркве него у смислу њене католичности (саборности); аутокефалијом се признаје посебна идентичност помјесне цркве; аутокефалија, као и примат, није привилегија дата само једној цркви или извјесним црквама — свака помјесна црква се налази у апостолском прејемству преко своје јерархије и њеног учења о вјери. Систем аутокефалних цркава и националних јурисдикција обједињује територијално и организационо начело са мисионарским пасторалним нужностима Цркве. Са историјске тачке гледишта, систем аутокефалних цркава постоји пре раскола између Истока и Запада (1054), као и пре пада Цариграда под Турке (1453). Помјесна црква која узурпира свој статус аутокефалије или аутономије постаје некоординирана тј. неукључена у поредак православне саборности — није Црква него расколничка скупина.

## Диптих
Данас постоји укупно 14 општепризнатих аутокефалних цркава. Међутим, по диптиху Цариградске патријаршије аутокефалија се признаје и Православној цркви Украјине док се по диптиху Московске патријаршије аутокефалија признаје Православној цркви у Америци. Између два диптиха постоје и мање разлике у редослиједу.
| Диптих Цариградске патријаршије | Диптих Московске патријаршије |
| --- | --- |
| 1. Цариградска 2. Александријска 3. Антиохијска 4. Јерусалимска 5. Руска 6. Српска 7. Румунска 8. Бугарска 9. Грузијска 10. Кипарска 11. Грчка 12. Пољска 13. Албанска 14. Чешких земаља и Словачке 15. Украјине | 1. Цариградска 2. Александријска 3. Антиохијска 4. Јерусалимска 5. Руска 6. Грузијска 7. Српска 8. Румунска 9. Бугарска 10. Кипарска 11. Грчка 12. Албанска 13. Пољска 14. Чешких земаља и Словачке 15. Америчка |

Постоје и аутономне цркве које су под јурисдикцијом аутокефалних цркава. Управо је организованост Православне цркве у аутокефалне и аутономне цркве једно од особености православља.